# Княгининский район
Княги́нинский райо́н — административно-территориальное образование (район) в Нижегородской области России. В рамках организации местного самоуправления ему соответствует Княгининский муниципальный округ (с 2004 до 2022 гг. — муниципальный район).
Административный центр — город Княгинино.

## География
Район расположен на юго-востоке центральной части Нижегородской области.На севере он граничит с Лысковским муниципальным округом, на востоке — со Спасским районом, на юго-востоке — с Сергачским районом, на юге и западе — с Бутурлинским муниципальным округом и Большемурашкинским районом. Районный центр — город Княгинино — находится в 101 километре от города Нижнего Новгорода и связан с ним автотрассой областного значения. До ближайшей железнодорожной станции Сергач — 50 километров, до пристани в городе Лыскове — 35 километров.
Площадь района — 769,92 км².

## История
Княгининская земля имеет богатое историческое прошлое. Это бывшая вотчина князя Михаила Ивановича Воротынского, которому она в 1569 году была дана Иваном Грозным в обмен на родовые земли у западных границ государства.
В 1779 году указом Екатерины II, селу Княгинину был присвоен статус уездного города. После этого были открыты городническое управление, уездный суд, нижний земский суд, полицейское управление, уездная дворянская опека, казначейство, почтовое отделение, городская ратуша, больница, появилась штатная воинская команда. В 1781 году департаментом геральдики правительствующего сената Княгинину присваивается герб. В верхней части щита находится герб Нижнего Новгорода — красный олень на серебристом фоне, а в нижней — на зелёном поле два золотых отреза плуга в знак обильного плодородия окрестностей Княгинина.
В 1784 году был утверждён генеральный план города Княгинина. До этого строительство велось в хаотическом порядке. По плану были намечены три параллельные улицы с востока на запад, которые пересекались переулками. Таким образом, проводилась квартальная застройка. В центре находилась площадь, на которой стояли три церкви: Успенская, Богоявленская и Рождественская.
В январе 1797 года статус уездного города был упразднен, но в октябре этого же года снова восстановлен. В октябре 1918 года уездные города, как остатки «засилья контрреволюции» перестают существовать. Все уездные учреждения, кроме военкомата, переехали в село Большое Мурашкино, но уезд продолжал называться Княгининским.
В 1923 году Княгининский уезд был ликвидирован, часть селений присоединена к городу Лыскову. В 1926 году город Княгинино был переименован в село. В ноябре 1944 года, при образовании Княгининского района, Княгинино стало районным центром, а в 1968 году село стало рабочим посёлком. 17 марта 1998 года Законодательное собрание области, учитывая историческое прошлое и перспективы развития района, приняло постановление «Об отнесении рабочего посёлка Княгинино к категории города районного значения».

## Население
| 1959    | 1970    | 1979    | 1989    | 2002    | 2008    | 2009    | 2010    | 2011    |
| ------- | ------- | ------- | ------- | ------- | ------- | ------- | ------- | ------- |
| 20 089  | ↘14 274 | ↘12 844 | ↘12 827 | ↘12 758 | ↘12 053 | ↘11 975 | ↘11 922 | ↘11 880 |
| 2012    | 2013    | 2014    | 2015    | 2016    | 2017    | 2018    | 2019    | 2020    |
| ↗12 173 | ↘12 052 | ↘11 950 | ↗11 999 | ↘11 933 | ↘11 855 | ↘11 554 | ↘11 350 | ↘11 168 |
| 2021    |         |         |         |         |         |         |         |         |
| ↘10 972 |         |         |         |         |         |         |         |         |

Большинство жителей Княгининского района — православные христиане. На территории района действуют 2 храма: в Княгинине — Храм в честь Успения Пресвятой Богородицы и в селе Рубском — Церковь Рождества Пресвятой Богородицы. Ведутся работы по восстановлению Церкви Иоана Предтечи в селе Островском, Церкви Спаса Нерукотворного в селе Егорьевском, Храма Святителя Николая в селе Белке.
На территории района находится татарское село Урга, где проживают татары-мусульмане. Здесь исповедуется ислам суннитского толка, действует мечеть. Село Урга является одним из самых больших в районе.
При большинстве русского населения в районе проживает большая группа татар.

### Урбанизация
Городское население (город Княгинино) составляет 58,76 % от всего населения района.

## Административно-муниципальное устройство
В Княгининский район, в рамках административно-территориального устройства области, входят 5 административно-территориальных образований, в том числе 1 город районного значения и 4 сельсовета.
| № | Административно- территориальное (муниципальное) образование | Административный центр | Количество населённых пунктов | Население (чел.) | Площадь (км²) |
| - | ------------------------------------------------------------ | ---------------------- | ----------------------------- | ---------------- | ------------- |
| 1 | город Княгинино                                              | город Княгинино        | 2                             | ↘6709            | 10,95         |
| 2 | Ананьевский сельсовет                                        | село Ананье            | 19                            | ↘1174            | 199,41        |
| 3 | Белкинский сельсовет                                         | село Белка             | 11                            | ↘638             | 193,73        |
| 4 | Возрожденский сельсовет                                      | посёлок Возрождение    | 15                            | ↘967             | 175,77        |
| 5 | Соловьёвский сельсовет                                       | деревня Соловьёво      | 15                            | ↗1484            | 190,06        |

Первоначально на территории Княгининского района к 2004 году выделялись 1 город и 8 сельсоветов. В рамках организации местного самоуправления в 2004—2009 гг. в существовавший в этот период Княгининский муниципальный район входили соответственно 9 муниципальных образований, в том числе 1 городское поселение и 8 сельских поселений.
В 2009 году были упразднены следующие сельсоветы: Островский (включён в Ананьевский сельсовет), Ургинский (включён в Белкинский сельсовет), Покровский (включён в Возрожденский сельсовет), Большеандреевский (включён в Соловьёвский сельсовет).
Законом от 12 апреля 2022 года Княгининский муниципальный район и все входившие в его состав поселения были упразднены и объединены в Княгининский муниципальный округ.

## Населённые пункты
В Княгининском районе 62 населённых пункта, в том числе город и 61 сельский населённый пункт.
| №  | Населённый пункт  | Тип     | Население | Административно- территориальное (муниципальное) образование |
| -- | ----------------- | ------- | --------- | ------------------------------------------------------------ |
| 1  | Княгинино         | город   | ↘6447     | город Княгинино                                              |
| 2  | Ананье            | село    | ↘512      | Ананьевский сельсовет                                        |
| 3  | Бажулино          | деревня | ↘0        | Белкинский сельсовет                                         |
| 4  | Барково           | деревня | ↘70       | Соловьёвский сельсовет                                       |
| 5  | Белка             | село    | ↘466      | Белкинский сельсовет                                         |
| 6  | Большая Андреевка | деревня | ↗351      | Соловьёвский сельсовет                                       |
| 7  | Большие Колковицы | деревня | ↘4        | Белкинский сельсовет                                         |
| 8  | Большое Корево    | деревня | ↘12       | Ананьевский сельсовет                                        |
| 9  | Бубенки           | деревня | ↘283      | Соловьёвский сельсовет                                       |
| 10 | Вадская           | деревня | ↘0        | Белкинский сельсовет                                         |
| 11 | Возрождение       | посёлок | ↘568      | Возрожденский сельсовет                                      |
| 12 | Воля              | деревня | ↘2        | Ананьевский сельсовет                                        |
| 13 | Горшково          | деревня | ↗262      | город Княгинино                                              |
| 14 | Дмитриевка        | деревня | →0        | Соловьёвский сельсовет                                       |
| 15 | Долгая            | деревня | ↘19       | Ананьевский сельсовет                                        |
| 16 | Домашняя          | деревня | ↘29       | Ананьевский сельсовет                                        |
| 17 | Драчиха           | деревня | ↘16       | Ананьевский сельсовет                                        |
| 18 | Дужное            | деревня | ↘0        | Белкинский сельсовет                                         |
| 19 | Егорьевское       | село    | ↘168      | Ананьевский сельсовет                                        |
| 20 | Золотуха          | деревня | ↘1        | Ананьевский сельсовет                                        |
| 21 | Ивановка          | деревня | ↘29       | Возрожденский сельсовет                                      |
| 22 | Карандашка        | деревня | →0        | Ананьевский сельсовет                                        |
| 23 | Клещевы Колковицы | деревня | ↘0        | Возрожденский сельсовет                                      |
| 24 | Ключищи           | деревня | ↘9        | Соловьёвский сельсовет                                       |
| 25 | Константиновка    | деревня | ↘24       | Возрожденский сельсовет                                      |
| 26 | Малое Корево      | деревня | ↘7        | Ананьевский сельсовет                                        |
| 27 | Малые Колковицы   | деревня | →0        | Белкинский сельсовет                                         |
| 28 | Михайловка        | посёлок | ↗62       | Возрожденский сельсовет                                      |
| 29 | Мокруша           | деревня | ↘6        | Возрожденский сельсовет                                      |
| 30 | Молебное          | деревня | →0        | Соловьёвский сельсовет                                       |
| 31 | Николаевка        | деревня | ↘13       | Возрожденский сельсовет                                      |
| 32 | Новая             | деревня | ↗78       | Соловьёвский сельсовет                                       |
| 33 | Новая Берёзовка   | деревня | →0        | Возрожденский сельсовет                                      |
| 34 | Новоегорьевское   | деревня | ↘7        | Ананьевский сельсовет                                        |
| 35 | Новоселье         | деревня | ↘9        | Ананьевский сельсовет                                        |
| 36 | Нутрёнка          | село    | →0        | Белкинский сельсовет                                         |
| 37 | Озерки            | деревня | ↘55       | Возрожденский сельсовет                                      |
| 38 | Оселок            | деревня | ↗6        | Белкинский сельсовет                                         |
| 39 | Островское        | село    | ↘278      | Ананьевский сельсовет                                        |
| 40 | Парково           | деревня | ↘11       | Ананьевский сельсовет                                        |
| 41 | Песочное          | село    | ↘3        | Соловьёвский сельсовет                                       |
| 42 | Покров            | село    | ↘278      | Возрожденский сельсовет                                      |
| 43 | Потапово          | село    | ↗1        | Белкинский сельсовет                                         |
| 44 | Ракита            | деревня | ↘54       | Соловьёвский сельсовет                                       |
| 45 | Редриково         | деревня | ↘18       | Ананьевский сельсовет                                        |
| 46 | Рогово            | деревня | ↘2        | Ананьевский сельсовет                                        |
| 47 | Рубское           | село    | ↘45       | Соловьёвский сельсовет                                       |
| 48 | Сергиевка         | деревня | ↘1        | Возрожденский сельсовет                                      |
| 49 | Скучиха           | деревня | →0        | Ананьевский сельсовет                                        |
| 50 | Слотино           | деревня | ↗19       | Белкинский сельсовет                                         |
| 51 | Соловьёво         | деревня | ↘570      | Соловьёвский сельсовет                                       |
| 52 | Сосновка          | деревня | →0        | Возрожденский сельсовет                                      |
| 53 | Сосновка          | деревня | ↘24       | Соловьёвский сельсовет                                       |
| 54 | Спешнево          | село    | ↘62       | Соловьёвский сельсовет                                       |
| 55 | Старая Берёзовка  | деревня | ↘0        | Возрожденский сельсовет                                      |
| 56 | Троицкое          | село    | ↘348      | Ананьевский сельсовет                                        |
| 57 | Урга              | село    | ↘280      | Белкинский сельсовет                                         |
| 58 | Фоминка           | деревня | ↘29       | Возрожденский сельсовет                                      |
| 59 | Шахматово         | деревня | ↘1        | Соловьёвский сельсовет                                       |
| 60 | Шишковердь        | село    | ↘114      | Возрожденский сельсовет                                      |
| 61 | Юрьевка           | деревня | ↘9        | Ананьевский сельсовет                                        |
| 62 | Яковлево          | деревня | ↗5        | Соловьёвский сельсовет                                       |

## Экономика района

### Промышленность
Промышленность района представлена предприятиями:
- ЗАО «Княгининская швейная фабрика» выполняет заказы силовых структур по пошиву униформы и тому подобной продукции,
- ОАО «Княгининское сухое молоко» производит сухое молоко, масло крестьянское, масло шоколадное, молоко цельное сгущённое с сахаром, сметану, кефир, ряженку, творог.

Наибольший удельный вес по объёму выпускаемой продукции в общем объёме промышленного производства района имеет ОАО «Княгининское сухое молоко» (70 %).

### Сельское хозяйство
Сельское хозяйство представлено:
- ЗАО «Новый век»,
- ЗАО «Покровская слобода»,
- ООО «АП „Княгининский“»,
- ООО «АП „Соловьёвское“»,
- СПК «Большеандреевский»
- СПК «Егорьевский»
- КФХ «Гасоян В. М.»

### Ресурсы

#### Земельные ресурсы
В районе преобладают суглинистые почвы — 59 540 гектар, среди которых 24,5 % — тяжелосуглинистые, 66,2 % — среднесуглинистые и 9,3 % — легкосуглинистые почвы. Суглинистые почвы являются основной составляющей серых лесных почв, содержащих 3-4 % перегноя. Они достаточно плодородны и представляют собой переходный тип почв между подзолистыми и чернозёмами. Эти почвы большей частью окультурены и издавна используются в сельском хозяйстве.
Легкоглинистые почвы занимают площадь в 1 158 га, супесчаные — 979 га, прочие — 15 315 га.

#### Минеральные ресурсы
В 1992 году Горьковской геолого-разведывательной партией в 3 километрах от Княгинина открыто месторождение глины, которая пригодна для производства керамического кирпича.

#### Биологические ресурсы
Правобережная часть Нижегородской области, в том числе Княгининский район, характеризуется как зона лесостепи с участками широколиственных лесов. Они вкраплены между пашен и полей, составляющих картину этого края. На суглинистых почвах произрастают дубравы, где к дубу примешиваются вяз, липа, клён, ильм, в подлеске — орешник (лещина), жимолость, бересклет, черёмуха, рябина. Встречаются и берёзовые рощи. В лесах много грибов. Под сводами деревьев в изобилии растут травы, в том числе ромашка, зверобой, медуница, чистотел, тысячелистник, подорожник и многие другие. На крутых склонах холмов, где земля не распахивается, растут травы — типичные представители степной флоры — лабазник (таволга), горицвет, подмаренник, белоголовый клевер, поповник, а также сухолюбивые растения — тимофеевка, типчак, мятлик.
В районе водятся лисица, волк, заяц, лось, кабан, встречается белка, ёж, крот. В реках ловится плотва, щука, в прудах и озёрах — карп и карась. Из птиц встречаются скворец, соловей, большой серый дятел, ястреб, грач, ласточка, в населённых пунктах — галка, воробей, ворона.

#### Лесные ресурсы
Княгининский район входит в группу малолесных районов Нижегородской области. Общая площадь лесов составляет 8 400 гектар, лесистость — 11 %. Запасы древесины составили 930 200 м², в том числе:
- сосна — 106 999 м³,
- дуб высокоствольный — 72 000 м³,
- дуб низкоствольный — 107 000 м³,
- береза — 207 000 м³,
- ольха чёрная — 303 000 м³,
- осина — 165 200 м³.

Для промышленной переработки древесина не заготовляется.

#### Водные ресурсы
По территории района протекают реки Имза и Урга. Наиболее крупными прудами являются:
- Пруд около деревни Драчихи — площадь водного зеркала — 20 гектар, длина — 800 метров, ширина — 250 метров, глубина — 2 метров, запасы воды — 400 000 м³;
- Пруд в деревне Новой Березовке — площадь водного зеркала 15—20 гектар, длина — 800 метров, ширина — 100 метров, глубина — 2 метров, запасы воды — 160000 м³;
- Пруд в деревне Сосновке — площадь водного зеркала — 22 гектар, длина — 2500 метров, ширина — 250 метров, глубина — 3 метров, запасы воды — 187 500 м³;
- Пруд деревни Ракиты — площадь водного зеркала — 10 гектар, длина — 1 000 метров, ширина — 100 метров, глубина — 2 метров, запасы воды — 200 000 м³.
- Пруд в деревне Горшково — площадь водного зеркала — 12 гектар, длина — 800 метров, ширина — 150 метров, глубина — 2 метров, запасы воды — 240 000 м³.

В районе находятся подземные источники питьевой воды, которая известна под названием «Княгининская». По данным исследований Российского научного центра восстановительной медицины и курортологии, вода по уровню минерализации относится к слабоминерализованным, гидрокарбонатным, магниевокальциевого состава с общей жесткостью ниже допустимой. Вода, поднятая с помощью артезианских скважин, подвергается очистке жесткости, затем — шестиступенчатой фильтрации и обеззараживанию бактерицидной лампой. Для реализации она разливается в бутыли ёмкостью 19,5 литров. Фактическое производство — 500 бутылей в сутки. Основными заказчиками являются ООО «Водолей» (Нижний Новгород) ,ЗАО «Арс-97» (Нижний Новгород) и ЗАО «Живая вода» (Казань).

#### Особо охраняемые природные территории
На территории Княгининского района находится часть Нижегородско-Княгининского степного района — одного из четырёх, расположенных в Нижегородской области, которые вместе образуют степной остров среди зоны широколиственных лесов. Эти степи представляют собой остатки степной растительности бореального периода голоцена. К охране предложены степные участки по рекам Имзе и Урге.
Около деревни Больших Колоковиц находится геологический памятник — обнаженные породы юрской системы.

### Транспорт
Княгининский район расположен в стороне от железнодорожных и водных путей. Ближайшая железнодорожная станция находится в городе Сергаче, пристань — в городе Лыскове. В районе имеются 156 километров автомобильных дорог с твердым покрытием.

## Культура и образование
Система дошкольного образования района включает в себя 15 детских дошкольных учреждений (в том числе 11 — в сельской местности), которые посещает свыше 600 детей. Охват дошкольным воспитанием детей в возрасте до 6 лет составляет 66 %. На 100 мест в ДДУ в городе приходится 78 детей, в сельской местности — 50.
В районе 14 общеобразовательных школ, в которых обучается более 2000 учеников: 2 начальные (1 — в городе, 1 — в сельской местности), 5 основных (в сельской местности), 7 средних (1 — в городе, 6 — на селе). В школах действует 26 вспомогательных классов. Вечерних школ в районе нет.
В районе находится 2 детских дома: семейный на 5 детей и детский дом «Солнышко», где проживает 21 ребёнок. Для защиты прав и интересов детей из неблагополучных семей в 1999 году в селе Покрове открыт социально-реабилитационный центр для несовершеннолетних «Пеликан» на 30 мест стационара и 20 мест с дневным пребыванием.
Большую работу по воспитанию подрастающего поколения проводит дом творчества детей и подростков. Здесь работает более 70 кружков, которые посещает около 850 школьников. Дети также имеют возможность заниматься в музыкальной школе по классу фортепиано и баяна.
У молодёжи района есть возможность продолжить образование без отрыва от дома. В 2002 году на базе Княгининского политехнического техникума открыт Нижегородский государственный инженерно-экономический университет.(http://www.ngiei.ru Архивная копия от 25 декабря 2018 на Wayback Machine)
Культура и спорт
В районе 16 учреждений культурно-досугового типа (в том числе 15 — в сельской местности) на 2800 мест, 14 библиотек (в том числе 2 — в городе) с книжным фондом 164000 экземпляров, 11 киновидеоустановок (10 — в сельской местности), 135 коллективов самодеятельного народного творчества с количеством участников более 1100 человек, 9 фольклорных коллективов, оркестр народных инструментов под названием «Родные напевы», который был создан в 1995 году.
В 1976 году в городе Княгинине был открыт районный краеведческий музей. В настоящее время он насчитывает более 2700 экспонатов, которые сосредоточены в 2-х залах. В первом зале посетители могут познакомиться с археологическим прошлым района, историей Русской православной церкви на территории края, бытом крестьянской и купеческой семьи, проследить за развитием шапочного промысла, а также районной торговли, образования, здравоохранения. Во втором зале представлено развитие района в советское время: установление советской власти в Княгининском уезде, создание колхозов, вклад княгининцев в победу в Великой Отечественной войне, а также послевоенная история района.
Всего в районе 75 спортивных сооружений (в том числе 28 — в сельской местности), из которых 23 спортивных зала, 36 спортивных площадок, 6 стрелковых тиров и 10 прочих спортсооружений. В настоящее время сформировано 23 спортивных коллектива, в которых занимается около 1300 человек.
В районе проводятся соревнования по футболу, мини-футболу, волейболу, настольному теннису, стрельбе, хоккею, тайскому боксу, тяжелой атлетике, армреслингу, пляжному волейболу, лёгкой атлетике. По этим видам спорта созданы сборные команды района, которые, несмотря на свой молодой возраст, становятся победителями различных соревнований. Участники клуба тайского бокса неоднократно были победителями чемпионата области и призёр международных соревнований.
По многим видам спорта созданы детские команды 3-х возрастных групп, которые также принимают участие в областных соревнованиях.

## Лечебные учреждения
Лечебно-профилактическая сеть района включает в себя центральную районную больницу (стационар на 130 коек и поликлиника на 150 посещений в смену), 15 фельдшерско-акушерских пунктов, здравпункт в ЗАО «Княгининская швейная фабрика», медпункты в Княгининской начальной и средней школах, в Политехническом техникуме и в ОАО «Княгининская МТС», а также молочную кухню, санэпидстанцию, 2 аптеки. В здравоохранении работает 256 человек, в том числе: 24 врача, 113 человек среднего медицинского персонала, 72 специалиста младшего медицинского персонала, 47 человек прочего обслуживающего персонала. Численность врачей на 10000 населения — 17,4 человека (по области — 43,2), среднего медицинского персонала — 81,9 (в среднем по области — 104,5).